# Гудермесский район
Гудерме́сский район (чечен. Гуьмсан кӏошт) — административно-территориальная единица и муниципальное образование (муниципальный район) в составе Чеченской Республики Российской Федерации.
Административный центр — город Гудермес.

## География
Гудермесский район расположен в восточной части Чеченской Республики. Рельеф преимущественно равнинный, в южной части возвышается невысокий Гудермесский (Качкалыковский) хребет.
Граничит на севере с Шелковским районом, на востоке с Хасавюртовским районом и на юго-востоке с Новолакским районом Республики Дагестан, на юго-востоке с Ножай-Юртовским районом, на юге с Курчалоевским районом, на юго-западе с Шалинским районом и на западе с Грозненским районом.
Площадь района с 1 января 2020 года составляет 728,23 км². Протяженность, максимальная, с запада на восток 42 км, с севера на юг 21 км.
По территории района протекает множество рек, наиболее крупными из которых являются — Гумс, Джалка, Сунжа и Терек.

## История
Гудермесский район был образован постановлением Чеченского крайисполкома в марте 1922 года, путём выделения из состава Веденского района в самостоятельную единицу. Постановлением Чеченского областного ревкома 23 января 1923 года Гудермесский район был переименован в Гудермесский округ, с центром в селе Гудермес.
Одно время районным центром было село Ойсхара, однако, в мае 1929 года центром района вновь стал  Гудермес. 
Постановление ВЦИК 30 сентября 1931 года Гудермесский округ был обратно переименован в Гудермесский район, который 15 января 1934 года вошёл в Чечено-Ингушскую автономную область, в составе сельсоветов — Азамат-Юртовский, Аллероевский, Бачи-Юртовский, Герзель-Аульский, Гудермесский, Джугуртинский, Исти-Сунский, Ишхой-Юртовский, Кади-Юртовский, Кошкельдинский, Курчалоевский, Майртупский, Нойбердинский, Ойсургунский, Центароевский, Элесхан-Юртовский, Энгель-Юртовский, Даут-Юртовский и Брагунский.
1 августа 1934 года ВЦИК постановил «образовать в Чечено-Ингушской автономной области новый Грозненский район с центром в городе Грозном, включив в его границы: г) селение Новый Юрт Гудермесского района».
23 января 1935 года Постановлением ВЦИК Чечено-Ингушской автономной области, часть территории Гудермесского района была передана в состав новообразованного Курчалоевского района. 31 августа 1944 года часть территории Гудермесского района была передана в новый Новогрозненский район.
1 января 2020 года территория Илсхан-Юртовского сельского поселения передана из Гудермесского района в состав Курчалоевского района.

## Население
| 1989     | 2002     | 2009     | 2010     | 2012     | 2013     | 2014     |
| -------- | -------- | -------- | -------- | -------- | -------- | -------- |
| 45 136   | ↗71 082  | ↗78 841  | ↘78 108  | ↗129 008 | ↗132 378 | ↗135 238 |
| 2015     | 2016     | 2017     | 2018     | 2019     | 2020     | 2021     |
| ↗138 349 | ↗141 240 | ↗144 112 | ↗146 811 | ↗149 376 | ↘146 787 | ↗176 134 |
| 2023     | 2024     |          |          |          |          |          |
| ↗178 784 | ↗181 085 |          |          |          |          |          |

### Урбанизация
Городское население (город Гудермес) составляет 36.64 % от всего населения района.

### Национальный состав
По итогам переписи населения 2020 года проживали следующие национальности (национальности менее 0,1 % и другое см. в сноске к строке «Другие»):
| Национальность | Численность, чел. | Доля     |
| -------------- | ----------------- | -------- |
| Чеченцы        | 168 312           | 95,56 %  |
| Кумыки         | 5364              | 3,05 %   |
| Русские        | 559               | 0,32 %   |
| Аварцы         | 376               | 0,21 %   |
| Лезгины        | 182               | 0,10 %   |
| Другие         | 1341              | 0,76 %   |
| Итого          | 176 134           | 100,00 % |

## Муниципально-территориальное устройство
В Гудермесский район входят одноимённые населённым пунктам 21 муниципальное образование, в том числе одно городское и 20 сельских поселений:
| № на карте | Муниципальное образование | Административный центр | Количество населённых пунктов | Население (чел.) | Площадь (км²) |
| ---------- | ------------------------- | ---------------------- | ----------------------------- | ---------------- | ------------- |
| 1e-06      | Городское поселение:      |                        |                               |                  |               |
| 1          | Гудермесское              | г. Гудермес            | 1                             | ↗66 352          | 33,89         |
| 1.000002   | Сельские поселения:       |                        |                               |                  |               |
| 2          | Азамат-Юртовское          | с. Азамат-Юрт          | 1                             | ↗1689            | 24,65         |
| 3          | Бильтой-Юртовское         | с. Бильтой-Юрт         | 1                             | ↗2401            | 1,26          |
| 4          | Брагунское                | с. Брагуны             | 1                             | ↗3902            | 58,24         |
| 5          | Верхне-Нойберское         | с. Верхний Нойбер      | 1                             | ↗5505            | 14,05         |
| 6          | Герзель-Аульское          | с. Герзель-Аул         | 1                             | ↗5712            | 16,63         |
| 7          | Гордали-Юртовское         | с. Гордали-Юрт         | 1                             | ↗2699            | 1,25          |
| 8          | Дарбанхинское             | с. Дарбанхи            | 1                             | ↗2835            | 29,46         |
| 9          | Джалкинское               | с. Джалка              | 1                             | ↗10 213          | 16,24         |
| 10         | Ишхой-Юртовское           | с. Ишхой-Юрт           | 1                             | ↗5385            | 25,17         |
| 11         | Кади-Юртовское            | с. Кади-Юрт            | 1                             | ↗6071            | 18,25         |
| 12         | Комсомольское             | с. Комсомольское       | 1                             | ↗5275            | 33,17         |
| 13         | Кошкельдинское            | с. Кошкельды           | 1                             | ↗7435            | 31,50         |
| 14         | Мелчхинское               | с. Мелчхи              | 1                             | ↗4214            | 24,98         |
| 15         | Нижне-Нойберское          | с. Нижний Нойбера      | 1                             | ↗11 068          | 3,25          |
| 16         | Ново-Бенойское            | с. Новый Беной         | 1                             | ↗3295            | 2,67          |
| 17         | Ново-Энгенойское          | с. Новый Энгеной       | 1                             | ↗4866            | 1,77          |
| 18         | Ойсхарское                | п. Ойсхара             | 1                             | ↗19 992          | 12,79         |
| 19         | Хангиш-Юртовское          | с. Хангиш-Юрт          | 1                             | ↗1057            | 28,50         |
| 20         | Шуанинское                | с. Шуани               | 1                             | ↗3684            | 1,25          |
| 21         | Энгель-Юртовское          | с. Энгель-Юрт          | 1                             | ↗7435            | 21,90         |

С марта 2009 до сентября 2011 гг. Гудермесский район включал 20 муниципальных образований со статусом сельских поселений, при этом город Гудермес не входил в него, образуя отдельный городской округ до 2011 года. С сентября 2011 до мая 2015 гг. район включал 21 населённый пункт, входивший в 21 муниципальное образование, в том числе в 1 городское и 20 сельских поселений:
В мае 2015 года, из части Гудермесского городского поселения было выделено новое муниципальное образование — Ново-Бенойское сельское поселение.
1 января 2020 года территория Илсхан-Юртовского сельского поселения была передана из состава Гудермесского района в состав Курчалоевского района.

## Населённые пункты
В Гудермесском районе 21 населённый пункт, в том числе один город и 20 сельских населённых пунктов.
| №  | Населённый пункт | Тип     | Население | Муниципальное образование |
| -- | ---------------- | ------- | --------- | ------------------------- |
| 1  | Азамат-Юрт       | село    | ↗1689     | Азамат-Юртовское          |
| 2  | Бильтой-Юрт      | село    | ↗2401     | Бильтой-Юртовское         |
| 3  | Брагуны          | село    | ↗3902     | Брагунское                |
| 4  | Верхний Нойбер   | село    | ↗5505     | Верхне-Нойберское         |
| 5  | Герзель-Аул      | село    | ↗5712     | Герзель-Аульское          |
| 6  | Гордали-Юрт      | село    | ↗2699     | Гордали-Юртовское         |
| 7  | Гудермес         | город   | ↗66 352   | Гудермесское              |
| 8  | Дарбанхи         | село    | ↗2835     | Дарбанхинское             |
| 9  | Джалка           | село    | ↗10 213   | Джалкинское               |
| 10 | Ишхой-Юрт        | село    | ↗5385     | Ишхой-Юртовское           |
| 11 | Кади-Юрт         | село    | ↗6071     | Кади-Юртовское            |
| 12 | Комсомольское    | село    | ↗5275     | Комсомольское             |
| 13 | Кошкельды        | село    | ↗7435     | Кошкельдинское            |
| 14 | Мелчхи           | село    | ↗4214     | Мелчхинское               |
| 15 | Нижний Нойбера   | село    | ↗11 068   | Нижне-Нойберское          |
| 16 | Новый Энгеной    | село    | ↗4866     | Ново-Энгенойское          |
| 17 | Новый Беной      | село    | ↗3295     | Ново-Бенойское            |
| 18 | Ойсхара          | посёлок | ↗19 992   | Ойсхарское                |
| 19 | Хангиш-Юрт       | село    | ↗1057     | Хангиш-Юртовское          |
| 20 | Шуани            | село    | ↗3684     | Шуанинское                |
| 21 | Энгель-Юрт       | село    | ↗7435     | Энгель-Юртовское          |

## Общая карта
Легенда карты:
| Численность населения населённых пунктов: |                       |
|                                           | Более 20 000 жителей  |
|                                           | 10 000—15 000 жителей |
|                                           | 5000—10 000 жителей   |
|                                           | 1000—5000 жителей     |

### Упразднённые населённые пункты
Станица (аул) Кахановская.

## Учреждения

#### Образование
В Гудермесском районе функционирует 56 образовательных учреждений где обучается 57 472 человека:
- 42 — Общеобразовательных муниципальных учреждений
- 6 — Дополнительных муниципальных учреждений
- 2 — Государственные
- 6 — Частных

В отрасли трудится 4 272 человека.

#### Дошкольное образование
В районе расположено 49 дошкольных учреждений, где воспитывается и обучается 11 690 детей:
- 5 — Государственные
- 44 — Муниципальных

В отрасли трудится 2 539 человек.

#### Здравоохранение
В районе 24 единиц учреждений здравоохранения, на 10 тысяч человек. Укомплектованность медперсоналом по всему району составляет 94 % (1 328 чел.):
- Центральная районная больница
- Центральная районная поликлиника
- Районный противотуберкулезный диспансер
- Районная женская консультация
- Участковая больница села Ойсхар
- 6 врачебных амбулаторий
- 10 фельдшерско-акушерских пунктов

#### Культура
В районе существует 48 учреждений культуры на 2 226 посадочных мест:
- 7 — Муниципальных учреждений культуры
- 18 — Сельских домов культуры
- 20 — Сельских библиотек
- 1 — Городская библиотека
- 2 — Детских библиотек

В области культуры трудится 336 человек.

## Экономика
Экономика района в 2020-х годах стабильно растет. Климатические условия благоприятны для выращивания теплолюбивых культур: риса, кукурузы, винограда и др. На территории района находится Гудермесское газонефтяное месторождение.

#### Сельское хозяйство
В Гудермесском районе функционирует 149 единиц сельскохозяйственных предприятий, организаций, хозяйств:
- 1 — ГУП
- 16 — Агрофирмы
- 41 — КФХ
- 9 — ПСК
- 82 — ИПГКФХ

Площадь сельскохозяйственных угодий по категории земель сельхоз назначения по данным мониторинга составляет 33 404,6 га, из них площадь пашни — 25 214,5 га. Средняя урожайность зерновых по сельским хозяйствам составила 30,6 центнеров с гектара. В 2022 году район получил 32 444 тонн зерна в бункерном весе, что составляет 105,5 % к аналогичному периоду прошлого года.

#### Малое и среднее предпринимательство
На текущее время в районе зарегистрировано 1 855 единиц субъектов малого и среднего предпринимательства:
- 434 — Коммерческие организации
- 1 421 — Индивидуальные предприниматели

### Транспорт
В районе находится крупный железнодорожный узел 4-х направлений — на города Астрахань, Баку, Моздок, Грозный.
Работают междугородные и международные автобусные линии.